# ГЕС Транг-Сон
ГЕС Транг-Сон – гідроелектростанція у північній частині В’єтнаму. Знаходячись перед ГЕС Thành Sơn (30 МВт), становить верхній ступінь каскаду на річці Ма (Нам-Ма), яка впадає до Південно-Китайського моря у місті Тханьхоа. 
У межах проекту річку перекрили греблею із ущільненого котком бетону висотою 85 метрів, довжиною 513 метрів та товщиною по гребеню 8 метрів. Вона утримує витягнуте по долині річки на 39 км водосховище з площею поверхні 13,3 км2 та об’ємом 349 млн м3, в якому припустиме коливання рівня в операційному режимі між позначками 150 та 160 метрів НРМ. 
Ресурс подається зі сховища до пригреблевого машинного залу через тунель довжиною 109 метрів та чотири водоводи по 229 метрів. Основне обладнання станції становлять чотири турбіни типу Френсіс потужністю по 65 МВт, які при напорі у 72 метри повинні забезпечувати виробництво 1 млрд кВт-год електроенергії на рік.
Видача продукції відбувається по ЛЕП, розрахованій на роботу під напругою 220 кВ.